# バージェス試薬
バージェス試薬（バージェスしやく、Burgess reagent、C8H18N2O4S）または、カルバミン酸メチル-N-(トリエチルアンモニウムスルホニル)（Methyl N-(triethylammoniumsulphonyl)carbamate）は、有機合成化学でしばしば用いられる選択的脱水化試薬である。プロトンが隣接した二級または三級のアルコールをアルケンに変換するのに用いられる。一級のアルコールでは反応は進行しない。この試薬は一般に有機溶媒に溶け、アルコールの脱水はsyn脱離で起こる。バージェス試薬はカルバミン酸塩と呼ばれる内塩である。一般的な反応機構は以下の通りである。
試薬は、メタノールとトリエチルアミンによってクロロスルホニルイソシアネートからベンゼン中で合成される。